# Copa do Nordeste de Futebol Sub-20
A Copa Nordeste de Juniores é um campeonato de futebol disputado entre as equipes da categoria de Juniores da Região Nordeste do Brasil.
Considerado um dos campeonatos regionais mais importantes do país na categoria ao lado da Copa São Paulo de Futebol Júnior e da Copa Norte de Futebol Sub-20. Teve edições canceladas entre 2007 a 2014. Retornou novamente ao calendário do futebol brasileiro em 2015.
Das 12 edições realizadas, houve seis clubes campeões. O Vitória é o maior vencedor do "Nordestão Sub 20", com 6 títulos, seguido do Fortaleza com dois, do Sport, do Bahia, e Coruripe, com uma conquista cada.

## História
O torneio nasceu para que os clubes Sub-20 da Região Nordeste tenham mais representatividade na Copa do Brasil de Futebol Sub-20 e na Copa São Paulo de Futebol Júnior, maiores competições da categoria no país.

## Campeões

### Títulos por clube
| Pos  | Clube          | Títulos | Vices | Semifinais |
| ---- | -------------- | ------- | ----- | ---------- |
| 1.º  | Vitória        | 6       | 1     | —          |
| 2.º  | Fortaleza      | 2       | 1     | 1          |
| 3.º  | Náutico        | 1       | 3     | —          |
| 4.º  | Bahia          | 1       | 2     | —          |
| 5.º  | Sport          | 1       | 1     | 2          |
| 6.º  | Coruripe       | 1       | —     | —          |
| 7.º  | Ceará          | —       | 2     | —          |
| 8.º  | Corinthians-AL | —       | 1     | 2          |
| 9.º  | Fluminense-PI  | —       | 1     | —          |
| 10.º | CRB            | —       | —     | 4          |
| 11.º | CSA            | —       | —     | 3          |
| 12.º | Maceió         | —       | —     | 2          |
| 12.º | River-PI       | —       | —     | 2          |
| 12.º | Santa Cruz     | —       | —     | 2          |
| 15.º | Botafogo-PB    | —       | —     | 1          |
| 15.º | CSP            | —       | —     | 1          |
| 15.º | Floresta       | —       | —     | 1          |
| 15.º | Globo          | —       | —     | 1          |
| 15.º | Perilima       | —       | —     | 1          |
| 15.º | Sergipe        | —       | —     | 1          |

### Títulos por federação
| Pos | Cidade              | Títulos | Vices | Semifinais |
| --- | ------------------- | ------- | ----- | ---------- |
| 1.º | Bahia               | 7       | 3     | —          |
| 2.º | Pernambuco          | 2       | 4     | 4          |
| 3.º | Ceará               | 2       | 3     | 2          |
| 4.º | Alagoas             | 1       | 1     | 11         |
| 5.º | Piauí               | —       | 1     | 2          |
| 6.º | Paraíba             | —       | —     | 3          |
| 7.º | Rio Grande do Norte | —       | —     | 1          |
| 7.º | Sergipe             | —       | —     | 1          |